# Taika Waititi
Taika David Cohen (* 16. srpna 1975 Wellington), známý jako Taika Waititi, je novozélandský režisér, scenárista, herec a komik.
Začínal na Novém Zélandu jako úspěšný komik, objevil se také v některých místních filmech a seriálech. Po roce 2000 natočil několik vlastních krátkých snímků, z nichž film Two Cars, One Night (2004) byl nominován na Oscara za nejlepší krátkometrážní hraný film. První celovečerní snímek natočil v roce 2007. Za adaptovaný scénář k filmu Králíček Jojo (2019), který také režíroval, získal Oscara a cenu BAFTA.

## Režijní filmografie
- 2007 – Orel kontra žralok
- 2010 – Boy
- 2014 – Co děláme v temnotách
- 2016 – Hon na pačlověky
- 2017 – Thor: Ragnarok
- 2019 – Králíček Jojo
- 2022 – Thor: Láska jako hrom
- 2023 – Jeden gól